# Peugeot Typ 39

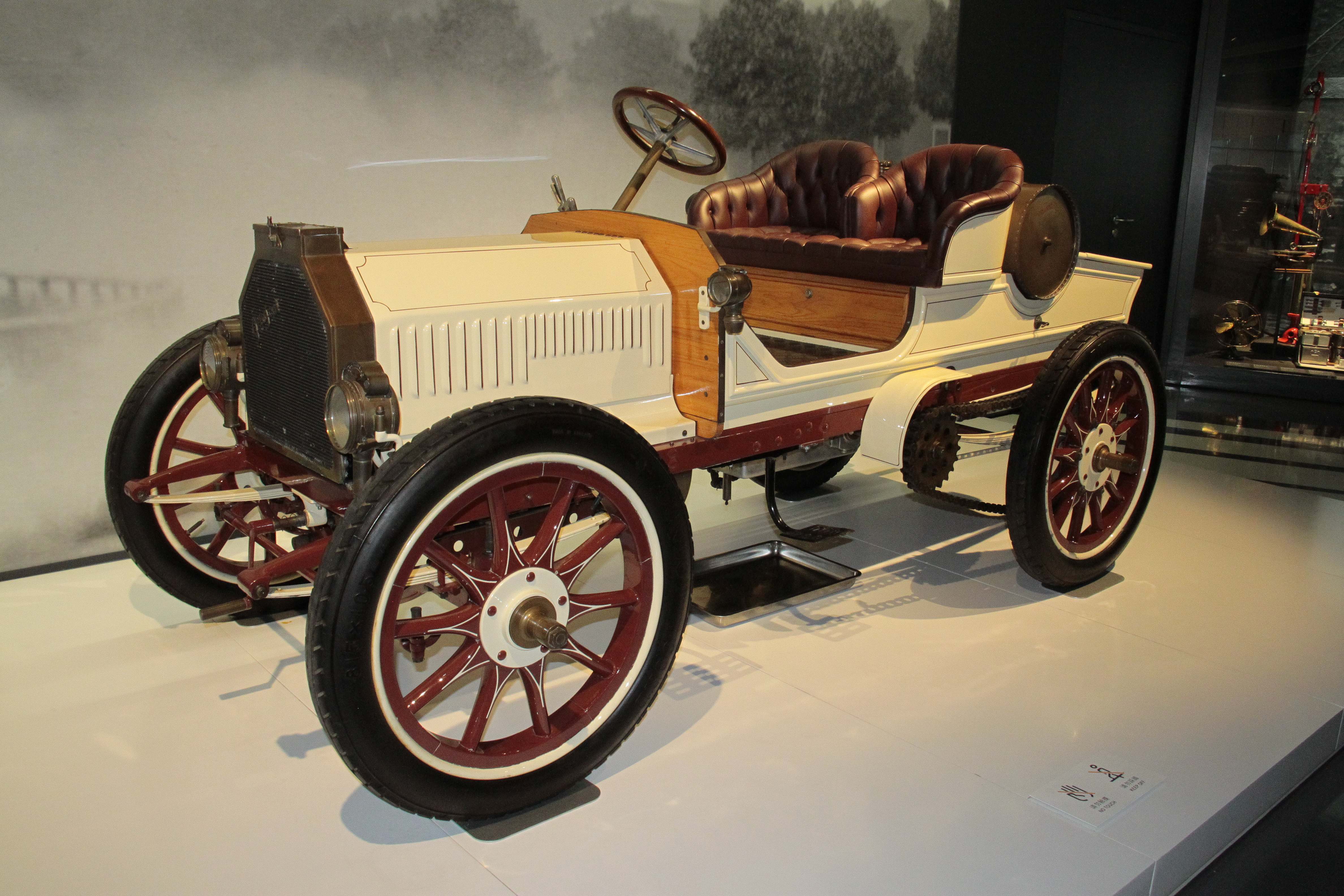
Peugeot Typ 39 im Automuseum Shanghai

Der Peugeot Typ 39 ist ein frühes Automodell des französischen Automobilherstellers Peugeot, von dem 1902 in den Werken Audincourt und Lille 100 Exemplare produziert wurden.
Die Fahrzeuge besaßen einen Vierzylinder-Viertaktmotor, der vorne angeordnet war und über Kette die Hinterräder antrieb. Der Motor leistete aus 2042 cm³ Hubraum 10 PS.
Bei einem Radstand von 200 cm betrug die Spurbreite 137 cm. Die Karosserieformen Tonneau und Doppelphaeton boten Platz für vier Personen.